# Zinon Papakonstantinou
Zinon Papakonstantinou ist ein griechischer-amerikanisher Althistoriker.

## Leben
An der Universität Paul Cézanne Aix-Marseille III studierte er Politikwissenschaft 1993/1994 als Erasmus-Student. Den BA summa cum laude erwarb er in Alter und Mittelalterlicher Geschichte an der Universität Kreta im Juli 1994. Den Master mit der Masterarbeit The spear-valiant hero. Theseus in early Classical Athens in Klassischer Altertumswissenschaft erwarb er an der University of Cincinnati im Juni 1997. Den MPhil in Classical Studies an der University of Cambridge, Pembroke College erwarb er im Oktober 2002 als Pembroke College Research Fellow. Den PhD mit Dissertation Dancing Zeus. Leisure and society in archaic and classical Greece in Ancient History erwarb er an der University of Washington im August 2003. Von 2003 bis 2004 lehrte er an der University of Oregon als Visiting Assistant Professor of Ancient History and Classics. An der Cardiff University war er von 2004 bis 2005 Lecturer in Ancient History. Von 2005 bis 2007 lehrte er an der Newcastle University als Lecturer in Ancient History. Von Januar 2008 bis Juni 2010 war er an der University of Washington Visiting Assistant Professor of Hellenic Studies. Von Juni 2010 bis Juni 2012 war an der Universität Athen als Lecturer in Ancient History (tenure-track). 
Seit August 2012 lehrt er an der University of Illinois at Chicago als 
- Assistant Professor of Classics and History (2012–2015)
- Associate Professor of Classics and History (2015–2017)
- Associate Professor of Classics (seit 2017)

Als Humboldt-Forschungsstipendiat für erfahrene Wissenschaftler an der Universität Hamburg forschte er am Projekt Cursing for Justice. Magic and the Lawcourts in Classical Athens, Monographie in Vorbereitung, für 14 Monate (Sommer 2013, 2014, 2015 und Frühjahr 2016).

## Schriften (Auswahl)
- Lawmaking and Adjudication in Archaic Greece. Duckworth/Bloomsbury Academic, London 2008, ISBN 9780715637296.
- als Herausgeber: Sport in the Cultures of the Ancient World. New Perspectives (= Sport in the Global Society Series). Routledge, Abingdon/New York 2010, ISBN 9780415497152, ISBN 9780415641166 (Paperback 2012).
- als Herausgeber mit Eleni Fournaraki: Sport, Bodily Culture and Classical Antiquity in Modern Greece (= Sport in the Global Society Series). Routledge, Abingdon/New York, 2011, ISBN 9780415667531.
- Sport and Identity in Ancient Greece. Routledge, London 2019, ISBN 9781472438225.